# Contagem cíclica
Contagem cíclica é uma metodologia de inventarios rotativos.
Existem varias formas de executa-la. A mais comum é quando utilizamos de um sorteio dos itens de um estoque ou almoxarifado, onde os itens são previamente cadastrados por classe de inventario permanente, utilizando-se da curva ABC, por volume, por valor, ou mista, como por exemplo:
Classe de inventario AA - alto volume e alto valor
- Aa - alto volume e baixo valor, ou simplesmente classe A (volume, ou valor, ou volume x valor).

Cada classe de inventario permanente é quantificada e definida a periodicidade que se quer contar:
Assim, se temos no almoxarifado 100  itens classe A , e queremos conta-los uma vez por mes, o total de contagens no ano sera 12 x 100 = 1200 contagens. 
Sucessivamente, classe B 200 itens, com periodicidade semestral, o total de contagens sera de 200 x 2 = 400 contagens no ano, e classe C 700 itens, contando uma vez por ano, teremos 700 contagens no ano.
O total de cada classe ( 1200+400+700 ) dividido pelo número de dias uteis do ano, dara a quantidade de contagem diária a ser executada.
Esse sorteio, gerenciado por computadores, deve  garantir a periodicidade definida, bem como a extratificação da autoridade que possa realizar o ajuste constatado. 
O computador precisa ser preparado para ler o horário em que a auditoria do estoque foi executada, invertendo o sinal de todas as movimentações apos o horário, a fim de garantir o ponto de corte do inventario.